# Bandera Ayuntamiento de Gozón
La Bandera Ayuntamiento de Gozón es una competición de remo (traineras) que se ha venido celebrando de forma intermitente desde 2003 en Luanco (Gozón, Asturias).

## Palmarés
| Año  | Ganador      | Segundo    | Tercero     |
| 1989 | Castropol    | Santoña    | Astillero   |
| 1993 | Bermeo       | Santoña    | Luanco      |
| 2005 | Laredo       | Castropol  | As Xubias   |
| 2008 | Astillero    | Orio B     | La Maruca   |
| 2009 | Deusto       | Trintxerpe | Colindres   |
| 2010 | Portugalete  | Ondárroa   | Colindres   |
| 2011 | Busturialdea | Guetaria   | Ondárroa    |
| 2012 | Trintxerpe   | Orio B     | San Pedro B |
| 2013 | San Pedro B  | Guecho     | Mundaca     |